# Fronteira (Portogallo)
Fronteira (fɾõ'tɐiɾɐ) è un comune portoghese di 3 732 abitanti situato nel distretto di Portalegre.

## Società

### Evoluzione demografica
Popolazione di Fronteira (1801 – 2004)

## Freguesias
- Cabeço de Vide
- Fronteira
- São Saturnino